# Государственный морской университет имени адмирала Ф. Ф. Ушакова
Госуда́рственный морской университет и́мени адмира́ла Ф. Ф. Ушакова — федеральное государственное бюджетное образовательное учреждение высшего образования (ФГБОУ ВО). Расположено в Новороссийске. Готовит различных специалистов для гражданского и торгового флота. Подготовка кадров для морского транспорта ведется в соответствии с Государственными образовательными стандартами, согласованными с требованиями Международной конвенции о подготовке и дипломировании моряков и несении вахты (ПДНВ) Международной морской организации (ИМО). В университете преподают более 300 преподавателей. Среди них 29 докторов наук и профессоров, 198 кандидатов наук и доцентов.

## История
В 1966 году было разработано техническое задание на проектирование 1-й очереди комплекса зданий Новороссийского высшего инженерного морского училища (НВИМУ), также название ВУЗ приобрёл при разработке первичной проектной документации.
Проектирование НВИМУ было поручено Центральному научно-исследовательскому институту экспериментального проектирования учебных заведений (г. Москва). Этот институт имел авторитет солидной организации, успешно выполнявший ряд разработок, как в стране, так и за рубежом. В качестве заказчика руководством ММФ было определено Новороссийское морское пароходство. В качестве строительной организации был выбран мощный проект «Новороссийскморстрой». Началось это грандиозное строительство на 32 гектарах на легендарной Малой Земле в 1968 году с расчётом, чтобы к 1975 году закончить 1-ю очередь объектов училища.
1 сентября 1975 года образуется Новороссийское высшее инженерное морское училище имени адмирала Ф. Ф. Ушакова (НВИМУ). В декабре 1992 года НВИМУ получило статус академии, и он стал именоваться Новороссийской государственной морской академией (НГМА). Начальником академии с 2000 по 2011 гг. являлся Кондратьев Сергей Иванович, который с марта 2011 года он уже является заместителем руководителя Федерального агентства морского и речного транспорта. С марта 2011 года исполняющим обязанности начальника академии являлся Маричев Игорь Васильевич. С 2011 года учебному заведению присвоен статус университета, отныне он именуется Государственный Морской Университет имени адмирала Ф. Ф. Ушакова (ГМУ). В начале 2012 года Сергей Иванович, вернулся в университет, который возглавляет по сей день.

## Университет сегодня

Главное здание университета

Государственный морской университет имени адмирала Ф. Ф. Ушакова является крупнейшим учебным заведением водного транспорта и единственным высшим учебным заведением на Юге России, выпускающим морских специалистов для судоходных компаний, судостроительных и судоремонтных заводов, предприятий водного транспорта, портов и транспортных терминалов.
ГМУ известный вуз отрасли водного транспорта. Основное направление деятельности вуза — подготовка высококлассных специалистов в области судовождения, эксплуатации судовых энергетических установок, экономики, морского права. Университет предлагает самые востребованные рынком труда программы подготовки специалистов для морской отрасли, а также дает возможность пройти переподготовку действующим морякам. В ГМУ на сегодняшний день самое лучшее тренажерное оснащение. Сегодня в академии обучается более 4 тысяч студентов. За время своего существования было подготовлено более 20 000 специалистов. Университет развивает многоуровневую систему непрерывной подготовки: школа — лицей — колледж — вуз.

### Международное сотрудничество
Международная деятельность Государственного морского университета им. адмирала Ф. Ф. Ушакова осуществляется в соответствии с принятыми Ученым Советом приоритетными направлениями развития университета и организуется Управлением международной деятельности. Некоторые зарубежные высшие учебные заведения-партнёры университета:
- Wessex Institute of Technology (Великобритания)
- Chabahar Higher Education Center for Maritime and Marine Sciences (Иран)
- Institute of Maritime Law (Великобритания)
- Каспийский государственный университет технологий и инжиринга имени Есенова (Казахстан)
- Danish Maritime University (Дания)
- Svendborg International Maritime Academy (Дания)

Студенты и курсанты направляются для прохождения учебных практик и стажировок в зарубежные компании. Университет имеет договора с ведущими судоходными компаниями: — Совкомфлот, Новошип, Мурманское морское пароходство, BGI, Maersk, Columbia, Epsilon.
В ГМУ создан отдел содействия трудоустройству выпускников. Для проведения соревнований спортивных сборных команд университет арендует залы, закупает форму и инвентарь. Университет имеет три студенческих общежития.

## Структура университета

### Факультеты
Университет готовит кадры по 14 специальностям высшего профессионального образования. Она включает в себя 6 факультетов и 1 институт, 36 кафедр.
- Факультет эксплуатации водного транспорта и судовождения
- Судомеханический факультет
- Институт морского транспортного менеджмента, экономики и права
- Факультет военного обучения
- Заочный факультет
- Институт повышения квалификации
- Факультет среднего профессионального образования и довузовской подготовки

Кроме того, в состав Университета входит школа и Морской колледж (с 2012 года), осуществляющий подготовку по программам образования 10-11 классов.

### Филиалы
Университет имеет ряд филиалов на территории РФ. Среди них:
- филиал в городе Севастополь — Крымский филиал
- филиал в городе Ростов-на-Дону — Ростовский филиал

## Ректоры университета
1. к.т. н., доцент Удалов Владимир Иванович (1975—1984)[1]
2. д.т. н., профессор Гузеев Владимир Тихонович (1984—1985)[1]
3. к.т. н., доцент Меньшенин Олег Иасонович (1986—1997)[1]
4. д.т. н., профессор Гуцуляк Василий Николаевич (1998—1999)[1]
5. д.т. н., профессор Кондратьев Сергей Иванович (с 1999)[2]

## Сертификация и аккредитация
В соответствии с лицензией Минообразования РФ академия ведет подготовку по программам среднего и высшего профессионального образования, а также по программам дополнительного и послевузовского образования. Государственные дипломы и сертификаты академии соответствуют требованиям международных Конвенций и признаются всеми странами мира. По морским специальностям академия аккредитована в Совете Европы и Международной морской организации.

## Южный региональный центр дополнительного профессионального образования (до 2012 года)
Южный региональный центр дополнительного профессионального образования (ЮРЦДПО), как структурное подразделение МГА им. адмирала Ушакова, был организован в соответствии с распоряжением Министра транспорта Российской Федерации в августе 1997 года в связи с растущим спросом морской индустрии, судоходных и крюинговых компаний на высококвалифицированный судовой персонал. Профессорско-преподавательский состав был сформирован за короткое время, большинство инструкторов, имеющих опыт работы на судах и ученые степени и звания, прошли подготовку в зарубежных и отечественных образовательных центрах. Были закуплены современные тренажёры и разработаны соответствующие учебные программы.
Обмен документов моряков в соответствии с Конвенцией ПДНВ способствовал развитию и становлению центра. Сегодня центр является крупнейшим тренажерным учреждением России по подготовке судовых специалистов.
Каждый моряк может пройти здесь обязательную подготовку и дополнительные курсы в соответствии с конвенциями и требованиями компании. Количество специалистов, прошедших обучение, составляет более 90000 человек. Все виды подготовки, оценки и сертификации находятся под контролем Морской администрации России.
Центр посещали представители Международной морской организации (IMO), Транспортного комитета Европейского союза, а также ведущих мировых судоходных компаний. По инициативе IMO инструкторы этой организации участвуют в подготовке специалистов стран Черноморского региона.
Южный региональный центр дополнительного профессионального образования (ЮРЦДПО) является подразделением, ответственным за специальную подготовку персонала судов, портов и судоходных компаний. Как академия, так и центр расположены в Новороссийске на Черноморском побережье Кавказа.
ЮРЦДПО осуществляет подготовку в соответствии с национальными требованиями Российской Федерации и требованиями международных конвенций. По окончании обучения слушатели получают необходимый уровень подготовки и способны к добросовестному и безопасному выполнению своих обязанностей.
Система управления качеством соответствует стандарту ISO 9001:2000 и находится под контролем классификационного общества DNV (Норвегия).

## Институт повышения квалификации
В 2012 году Южный региональный центр дополнительного профессионального образования (ЮРЦДПО) был реорганизован в Институт повышения квалификации (ИПК), в который вошли следующие структурные подразделения:
- Южный региональный центр дополнительного профессионального образования (ЮРЦДПО);
- Морской тренажёрный центр (МТЦ);
- Береговой учебно-тренажёрный центр (БУТЦ);
- Центр комплексной безопасности на транспорте (ЦКБТ).

На сегодня ИПК — это крупнейший тренажёрный центр в Российской Федерации, который осуществляет специальную подготовку персонала судов, портов и судоходных компаний в соответствии с национальными требованиями РФ и требованиями международных конвенций (МК ПДНВ-78, СОЛАС 74, МАРПОЛ 73/78, Кодекс ОСПС и др.).

ЮРЦДПО
Скоростные дежурные шлюпки

## Награды
- Орден «За морские заслуги» (26 сентября 2024 года) — за заслуги в научно-педагогической деятельности и подготовке высококвалифицированных специалистов для морской отрасли[3]